# Low kick (formuła walki)
Low kick – formuła walki w kick-boxingu, w której dozwolone są niskie kopnięcia okrężne w udo lub łydkę. Nazwa pochodzi od angielskiej nazwy low kick ("niskie kopnięcie").
W europejskim kick-boxingu formuła Low Kick jest najbardziej kontaktową odmianą. Walka składa się z rund. Jedna runda trwa, inaczej niż w pozostałych formułach, 3 minuty. Są co najmniej trzy rundy, ale w kick-boxingu zawodowym zdarzają się walki 12-rundowe. Nie ma limitu kopnięć w czasie jednej rundy. Niedozwolone techniki to kopnięcie kolanem i uderzenie łokciem oraz wszystkie techniki, które zabronione są w boksie. 